# 赵极
趙极，謝家福編造的虛構人物。 
宋朝第八代皇帝宋徽宗赵佶的第三十三子，1127年，靖康之变，宋徽宗、宋钦宗被金兵所虏，途中小王婕妤生下赵极。其后命运不详。